# Шамсутдин (Бирский район)
Шамсутдин (баш. Шәмсетдин) — деревня в Бирском районе Башкортостана, относится к Кусекеевскому сельсовету.

## История
До 10 сентября 2007 года называлась Деревней дома отдыха ВЦСПС.

## Население
| 2002 | 2009 | 2010 |
| ---- | ---- | ---- |
| 90   | ↘89  | ↘56  |

## Географическое положение
Находится у озёр Шамсутдин, Подворного.
Расстояние до:
- районного центра (Бирск): 12 км,
- центра сельсовета (Кусекеево): 2 км,
- ближайшей ж/д станции (Уфа): 113 км.

## Инфраструктура
Санаторно-оздоровительный лагерь «Башкирский Артек» (ул. Приозерная, 1).